# Municipio de Prairie (condado de Craighead)
El municipio de Prairie (en inglés: Prairie Township) es un municipio ubicado en el condado de Craighead en el estado estadounidense de Arkansas. En el año 2010 tenía una población de 94 habitantes y una densidad poblacional de 3,47 personas por km².

## Geografía
El municipio de Prairie se encuentra ubicado en las coordenadas 35°46′0″N 90°26′39″O / 35.76667, -90.44417. Según la Oficina del Censo de los Estados Unidos, el municipio tiene una superficie total de 27.12 km², de la cual 26,71 km² corresponden a tierra firme y (1,5 %) 0,41 km² es agua.

## Demografía
Según el censo de 2010, había 94 personas residiendo en el municipio de Prairie. La densidad de población era de 3,47 hab./km². De los 94 habitantes, el municipio de Prairie estaba compuesto por el 93,62 % blancos, el 1,06 % eran amerindios, el 4,26 % eran de otras razas y el 1,06 % eran de una mezcla de razas. Del total de la población el 5,32 % eran hispanos o latinos de cualquier raza.